# Viola melissifolia
Viola melissifolia är en violväxtart som beskrevs av Edward Lee Greene. Viola melissifolia ingår i släktet violer, och familjen violväxter. Inga underarter finns listade i Catalogue of Life.